# Bouy-Luxembourg
Bouy-Luxembourg é uma comuna francesa na região administrativa de Grande Leste, no departamento de Aube. Estende-se por uma área de 12,04 km². Em 2010 a comuna tinha 238 habitantes (densidade: 19,8 hab./km²).